# Joan Capdevila
Joan Capdevila Méndez (Western Catalan: [d͡ʒuˈan ˌkabdeˈβiɫa]; sinh ngày 3 tháng 2 năm 1978) là một cựu cầu thủ bóng đá người Tây Ban Nha thi đấu ở vị trí hậu vệ trái.
Trong 15 mùa giải ở La Liga , anh đã ra sân tổng cộng 410 trận và ghi 36 bàn, chủ yếu cho Deportivo và Villarreal. Trong suốt sự nghiệp, anh đã từng thi đấu ở Bồ Đào Nha, Ấn Độ, Bỉ và Andorra.
Capdevila đã có 60 lần khoác áo đội tuyển bóng đá quốc gia Tây Ban Nha. Anh cùng đội tuyển đá lên ngôi vô địch ở Euro 2008 và World Cup 2010.

## Thống kê

### Câu lạc bộ
| Câu lạc bộ           | Mùa giải             | Giải đấu             | Giải đấu | Giải đấu | Cup Quốc Gia | Cup Quốc Gia | Cup Liên đoàn | Cup Liên đoàn | Châu lục | Châu lục | Khác | Khác | Tổng | Tổng |
| Câu lạc bộ           | Mùa giải             | Giải đấu             | ST       | BT       | ST           | BT           | ST            | BT            | ST       | BT       | ST   | BT   | ST   | BT   |
| -------------------- | -------------------- | -------------------- | -------- | -------- | ------------ | ------------ | ------------- | ------------- | -------- | -------- | ---- | ---- | ---- | ---- |
| Tàrrega              | 1995–96              | Tercera División     | 33       | 3        | —            | —            | —             | —             | —        | —        | —    | —    | 33   | 3    |
| Espanyol B           | 1996–97              | Segunda División B   | 10       | 1        | —            | —            | —             | —             | —        | —        | —    | —    | 10   | 1    |
| Espanyol B           | 1997–98              | Segunda División B   | 32       | 3        | —            | —            | —             | —             | —        | —        | —    | —    | 32   | 3    |
| Espanyol B           | 1998–99              | Segunda División B   | 3        | 0        | —            | —            | —             | —             | —        | —        | —    | —    | 3    | 0    |
| Espanyol B           | Tổng                 | Tổng                 | 45       | 4        | —            | —            | —             | —             | —        | —        | —    | —    | 45   | 4    |
| Espanyol             | 1998–99              | La Liga              | 29       | 4        | 4            | 0            | —             | —             | 5        | 0        | —    | —    | 38   | 4    |
| Atlético Madrid      | 1999–2000            | La Liga              | 31       | 2        | 4            | 0            | —             | —             | 5        | 1        | —    | —    | 40   | 3    |
| Deportivo            | 2000–01              | La Liga              | 16       | 0        | 2            | 0            | —             | —             | 3        | 0        | —    | —    | 21   | 0    |
| Deportivo            | 2001–02              | La Liga              | 20       | 0        | 7            | 1            | —             | —             | 8        | 1        | —    | —    | 35   | 2    |
| Deportivo            | 2002–03              | La Liga              | 25       | 3        | 7            | 0            | —             | —             | 9        | 1        | 1    | 0    | 42   | 4    |
| Deportivo            | 2003–04              | La Liga              | 27       | 3        | 4            | 0            | —             | —             | 6        | 0        | —    | —    | 37   | 3    |
| Deportivo            | 2004–05              | La Liga              | 21       | 1        | 1            | 0            | —             | —             | 3        | 0        | —    | —    | 25   | 1    |
| Deportivo            | 2005–06              | La Liga              | 36       | 4        | 6            | 0            | —             | —             | 7        | 0        | —    | —    | 49   | 4    |
| Deportivo            | 2006–07              | La Liga              | 34       | 4        | 4            | 0            | —             | —             | —        | —        | —    | —    | 38   | 4    |
| Deportivo            | Tổng                 | Tổng                 | 179      | 15       | 31           | 1            | —             | —             | 36       | 2        | 1    | 0    | 247  | 18   |
| Villarreal           | 2007–08              | La Liga              | 36       | 3        | 2            | 0            | —             | —             | 6        | 1        | —    | —    | 44   | 4    |
| Villarreal           | 2008–09              | La Liga              | 36       | 5        | 0            | 0            | —             | —             | 8        | 1        | —    | —    | 44   | 6    |
| Villarreal           | 2009–10              | La Liga              | 37       | 5        | 3            | 0            | —             | —             | 10       | 1        | —    | —    | 50   | 5    |
| Villarreal           | 2010–11              | La Liga              | 31       | 2        | 4            | 0            | —             | —             | 11       | 1        | —    | —    | 46   | 3    |
| Villarreal           | Tổng                 | Tổng                 | 140      | 15       | 9            | 0            | —             | —             | 35       | 4        | —    | —    | 184  | 19   |
| Benfica              | 2011–12              | Primeira Liga        | 5        | 0        | 1            | 0            | 4             | 0             | 1        | 0        | —    | —    | 11   | 0    |
| Espanyol             | 2012–13              | La Liga              | 26       | 0        | 1            | 0            | —             | —             | —        | —        | —    | —    | 27   | 0    |
| Espanyol             | 2013–14              | La Liga              | 5        | 0        | 5            | 0            | —             | —             | —        | —        | —    | —    | 10   | 0    |
| Espanyol             | Total                | Total                | 31       | 0        | 6            | 0            | —             | —             | —        | —        | —    | —    | 37   | 0    |
| NorthEast United     | 2014                 | Indian Super League  | 12       | 0        | —            | —            | —             | —             | —        | —        | —    | —    | 12   | 0    |
| Lierse               | 2014–15              | Belgian Pro League   | 4        | 0        | 0            | 0            | —             | —             | —        | —        | —    | —    | 4    | 0    |
| Santa Coloma         | 2016–17              | Primera Divisió      | 2        | 2        | 0            | 0            | —             | —             | 2        | 0        | —    | —    | 4    | 2    |
| Santa Coloma         | 2017–18              | Primera División     | —        | —        | —            | —            | —             | —             | 2        | 0        | —    | —    | 2    | 0    |
| Santa Coloma         | Tổng                 | Tổng                 | 2        | 2        | 0            | 0            | —             | —             | 4        | 0        | —    | —    | 6    | 2    |
| Tổng trong sự nghiệp | Tổng trong sự nghiệp | Tổng trong sự nghiệp | 511      | 45       | 55           | 1            | 4             | 0             | 86       | 7        | 1    | 0    | 657  | 53   |